# Stenoheriades hofferi
Stenoheriades hofferi är en biart som först beskrevs av Borek Tkalcu 1984.  Stenoheriades hofferi ingår i släktet Stenoheriades och familjen buksamlarbin. Inga underarter finns listade i Catalogue of Life.